# محمد الزيد
محمد الزيد لاعب كرة قدم سعودي يلعب في نادي البكيرية معار من نادي الهلال كلاعب وسط.

## مسيرة اللاعب
لعب في نادي الهلال في الفئات السنية وأعير إلى نادي البكيرية في عام 2024.